# Avenida 19 de Abril (San Cristóbal)
Avenida 19 de Abril es el nombre que recibe una importante vía de transporte carretero localizada en la ciudad de San Cristóbal en el Estado Táchira al occidente del país sudamericano de Venezuela. Recibe su nombre por los sucesos del 19 de abril de 1810 que son conocidos como el "primer grito de la independencia Venezolana".

## Descripción
Se trata de una carretera que atraviesa diversos sectores de la ciudad conectando las Avenidas Carabobo y España con la Avenida Rotaria y la Octava y la Quinta Avenida (avenida Francisco García de Hevia) conectándose además con los llamados Viaducto "nuevo" y Viaducto "Viejo" y la Avenida Fortunato Gómez.
En su recorrido se pueden localizar el Gimnasio Arminio Gutiérrez Castro, el San Cristóbal Tennis Club, El Círculo Militar de San Cristóbal, El Parque Murachí, la Urbanización Mérida, la Universidad Nacional Experimental de la Seguridad (UNES), el Instituto Nacional de Menores (reten de menores), el Parque Metropolitano, la policlínica Táchira, El Sector las Acacias, El Hotel El Tama, entre otros.